# جوليان بيكنل
جوليان بيكنل (بالإنجليزية: Julian Bicknell)‏ هو مهندس معماري بريطاني، ولد في 23 فبراير 1945 في كامبريدج في المملكة المتحدة.